# 中华人民共和国城市列表

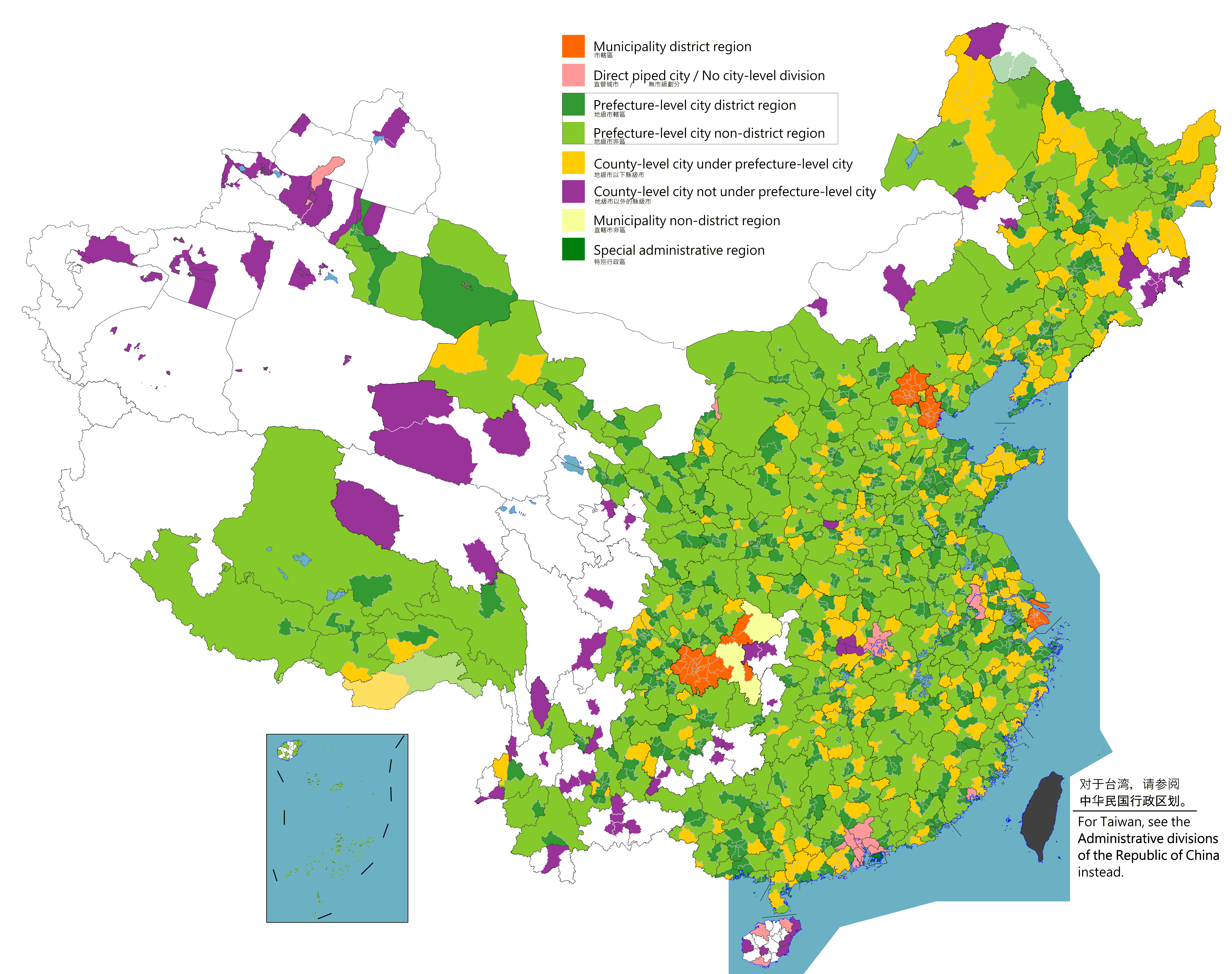
中国城市区划地图

本表列出了中华人民共和国各个层级的城市，包括直轄市、特别行政区、地级市和縣級市。
| 类型 | 类型                       | 数量       |
| 省级 | 省级                       | 省级       |
| ---- | -------------------------- | ---------- |
|      | 直轄市                     | 4          |
|      | 特别行政區                 | 2          |
| 地级 |                            |            |
|      | 地级市 副省級市 普通地級市 | 293 15 278 |
| 縣級 |                            |            |
|      | 縣級市                     | 397        |

## 直辖市
- 北京市
- 天津市
- 上海市
- 重庆市

## 特別行政區
- 香港特别行政區
- 澳門特别行政區

## 各省、自治区辖市
其中省会、首府用粗体字表明。

### 河北省
- 地级市：石家庄市、唐山市、秦皇岛市、邯郸市、邢台市、保定市、张家口市、承德市、沧州市、廊坊市、衡水市
- 县级市：辛集市、晋州市、新乐市、遵化市、迁安市、武安市、南宫市、沙河市、涿州市、定州市、安国市、高碑店市、平泉市、泊头市、任丘市、黄骅市、河间市、霸州市、三河市、深州市

### 山西省
- 地級市：太原市、大同市、阳泉市、长治市、晋城市、朔州市、晋中市、运城市、忻州市、臨汾市、吕梁市
- 縣級市：古交市、高平市、介休市、永济市、河津市、原平市、侯马市、霍州市、孝义市、汾阳市、怀仁市

### 内蒙古自治区
- 地级市：呼和浩特市、包头市、乌海市、赤峰市、通辽市、鄂尔多斯市、呼伦贝尔市、巴彦淖尔市、乌兰察布市
- 县级市：霍林郭勒市、满洲里市、牙克石市、扎兰屯市、额尔古纳市、根河市、丰镇市、乌兰浩特市、阿尔山市、二连浩特市、锡林浩特市

### 辽宁省
- 副省级市：沈阳市、大连市
- 地级市：鞍山市、抚顺市、本溪市、丹东市、锦州市、营口市、阜新市、辽阳市、盘锦市、铁岭市、朝阳市、葫芦岛市
- 县级市：新民市、瓦房店市、庄河市、海城市、东港市、凤城市、凌海市、北镇市、盖州市、大石桥市、灯塔市、调兵山市、开原市、北票市、凌源市、兴城市

### 吉林省
- 副省级市：长春市
- 地级市：吉林市、四平市、辽源市、通化市、白山市、松原市、白城市
- 县级市：榆树市、德惠市、蛟河市、桦甸市、舒兰市、磐石市、公主岭市、双辽市、梅河口市、集安市、洮南市、大安市、临江市、延吉市、图们市、敦化市、珲春市、龙井市、和龙市、扶余市

### 黑龙江省
- 副省級市：哈爾濱市
- 地級市：齊齊哈爾市、黑河市、大慶市、伊春市、鶴崗市、佳木斯市、雙鴨山市、七台河市、雞西市、牡丹江市、綏化市
- 縣級市：尚志市、五常市、訥河市、北安市、五大连池市、嫩江市、鐵力市、同江市、富锦市、虎林市、密山市、绥芬河市、海林市、宁安市、安达市、肇東市、海伦市、穆棱市、东宁市、抚远市、漠河市

### 江苏省
- 副省级市：南京市
- 地级市：徐州市、连云港市、宿迁市、淮安市、盐城市、扬州市、泰州市、南通市、镇江市、常州市、无锡市、苏州市
- 县级市：常熟市、张家港市、太仓市、昆山市、江阴市、宜兴市、溧阳市、扬中市、句容市、丹阳市、如皋市、启东市、海安市、高邮市、仪征市、兴化市、泰兴市、靖江市、东台市、邳州市、新沂市

### 浙江省
- 副省級市：杭州市、寧波市
- 地級市：湖州市、嘉興市、舟山市、紹興市、衢州市、金華市、台州市、溫州市、丽水市
- 縣級市：建德市、慈溪市、余姚市、平湖市、海宁市、桐乡市、诸暨市、嵊州市、江山市、蘭溪市、永康市、義烏市、東陽市、臨海市、温岭市、瑞安市、樂清市、龙港市、龍泉市、玉环市

### 安徽省
- 地级市：合肥市、芜湖市、蚌埠市、淮南市、马鞍山市、淮北市、铜陵市、安庆市、黃山市、滁州市、阜阳市、宿州市、六安市、亳州市、池州市、宣城市
- 县级市：巢湖市、桐城市、天长市、明光市、界首市、宁国市、广德市、潜山市、无为市

### 福建省
- 副省级市：厦门市
- 地级市：福州市、南平市、三明市、莆田市、泉州市、漳州市、龙岩市、宁德市。
- 县级市：福清市、邵武市、武夷山市、建瓯市、永安市、石狮市、晋江市、南安市、龙海市、漳平市、福安市、福鼎市

### 江西省
- 地级市：南昌市、九江市、景德镇市、鹰潭市、新余市、萍乡市、赣州市、上饶市、抚州市、宜春市、吉安市
- 县级市：瑞昌市、共青城市、庐山市、乐平市、瑞金市、德兴市、丰城市、樟树市、高安市、井冈山市、贵溪市、龙南市

### 山东省
- 副省级市： 济南市、青岛市
- 地级市：聊城市、德州市、东营市、淄博市、潍坊市、烟台市、威海市、日照市、临沂市、枣庄市、济宁市、泰安市、滨州市、菏泽市
- 县级市：胶州市、平度市、莱西市、临清市、乐陵市、禹城市、安丘市、昌邑市、高密市、青州市、诸城市、寿光市、栖霞市、海阳市、龙口市、莱阳市、莱州市、蓬莱市、招远市、荣成市、乳山市、滕州市、曲阜市、邹城市、新泰市、肥城市、邹平市

### 河南省
- 地级市：郑州市、开封市、洛阳市、平顶山市、安阳市、鹤壁市、新乡市、焦作市、濮阳市、许昌市、漯河市、三门峡市、南阳市、商丘市、周口市、驻马店市、信阳市
- 县级市：荥阳市、新郑市、登封市、新密市、偃师市、孟州市、沁阳市、卫辉市、辉县市、长垣市、林州市、禹州市、长葛市、舞钢市、义马市、灵宝市、项城市、巩义市、邓州市、永城市、汝州市
- 省直辖县级市：济源市

### 湖北省
- 副省级市：武汉市
- 地级市：十堰市、襄阳市、荆门市、孝感市、黄冈市、鄂州市、黄石市、咸宁市、荆州市、宜昌市、随州市
- 县级市：丹江口市、老河口市、枣阳市、宜城市、钟祥市、京山市、汉川市、应城市、安陆市、广水市、麻城市、武穴市、大冶市、赤壁市、石首市、洪湖市、松滋市、宜都市、枝江市、当阳市、恩施市、利川市、监利市
- 省直辖县级市：仙桃市、天门市、潜江市

### 湖南省
- 地级市：长沙市、衡阳市、张家界市、常德市、益阳市、岳阳市、株洲市、湘潭市、郴州市、永州市、邵阳市、怀化市、娄底市
- 县级市：耒阳市、常宁市、浏阳市、津市市、沅江市、汨罗市、临湘市、醴陵市、湘乡市、韶山市、资兴市、武冈市、邵东市、洪江市、冷水江市、涟源市、吉首市、宁乡市、祁阳市

### 广东省
- 副省級市： 廣州市、深圳市
- 地級市：清遠市、韶關市、河源市、梅州市、潮州市、汕頭市、揭陽市、汕尾市、惠州市、東莞市、珠海市、中山市、江門市、佛山市、肇慶市、雲浮市、陽江市、茂名市、湛江市
- 縣級市：英德市、連州市、樂昌市、南雄市、興寧市、普寧市、陸豐市、恩平市、台山市、开平市、鶴山市、四會市、羅定市、陽春市、化州市、信宜市、高州市、吳川市、廉江市、雷州市

### 广西壮族自治区
- 地级市：南宁市、桂林市、柳州市、梧州市、贵港市、玉林市、钦州市、北海市、防城港市、崇左市、百色市、河池市、来宾市、贺州市
- 县级市：岑溪市、桂平市、北流市、东兴市、凭祥市、合山市、靖西市、平果市、荔浦市、横州市

### 海南省
- 地级市：海口市、三亚市、三沙市、儋州市
- 省直辖县级市：文昌市、琼海市、万宁市、东方市、五指山市

### 四川省
- 副省級市： 成都市
- 地級市：廣元市、綿陽市、德陽市、南充市、广安市、遂寧市、內江市、樂山市、自貢市、瀘州市、宜宾市、攀枝花市、巴中市、達州市、资阳市、眉山市、雅安市
- 縣級市：崇州市、邛崍市、都江堰市、彭州市、江油市、什邡市、廣漢市、綿竹市、閬中市、華鎣市、峨眉山市、萬源市、簡陽市、西昌市、康定市、马尔康市、隆昌市、射洪市、会理市

### 贵州省
- 地级市：贵阳市、六盘水市、遵义市、安顺市、毕节市、铜仁市
- 县级市：清镇市、赤水市、仁怀市、凯里市、都匀市、兴义市、福泉市、盘州市、兴仁市、黔西市

### 云南省
- 地級市：昆明市、曲靖市、玉溪市、麗江市、昭通市、普洱市、臨滄市、保山市
- 縣級市：安寧市、宣威市、芒市、瑞麗市、大理市、楚雄市、个旧市、開遠市、蒙自市、弥勒市、景洪市、文山市、香格里拉市、腾冲市、水富市、澄江市、泸水市、禄丰市

### 西藏自治区
- 地级市：拉萨市、日喀则市、昌都市、林芝市、山南市、那曲市
- 县级市：错那市、米林市

### 陕西省
- 副省级市：西安市
- 地级市：延安市、铜川市、渭南市、咸阳市、宝鸡市、汉中市、榆林市、商洛市、安康市
- 县级市：韩城市、华阴市、兴平市、彬州市、神木市、子长市、旬阳市

### 甘肃省
- 地级市：兰州市、嘉峪关市、金昌市、白银市、天水市、酒泉市、张掖市、武威市、庆阳市、平凉市、定西市、陇南市
- 县级市：玉门市、敦煌市、临夏市、合作市、华亭市

### 青海省
- 地級市：西宁市、海东市
- 县级市：格尔木市、德令哈市、玉树市、茫崖市、同仁市

### 宁夏回族自治区
- 地级市：银川市、石嘴山市、吴忠市、中卫市、固原市
- 县级市：灵武市、青铜峡市

### 新疆维吾尔自治区
- 地级市：乌鲁木齐市、克拉玛依市、吐鲁番市、哈密市
- 县级市：喀什市、阿克苏市、库车市、和田市、阿图什市、阿拉山口市、博乐市、昌吉市、阜康市、库尔勒市、伊宁市、奎屯市、塔城市、乌苏市、阿勒泰市、霍尔果斯市、沙湾市
- 自治区直辖县级市： 石河子市、阿拉尔市、图木舒克市、五家渠市、北屯市、铁门关市、双河市、可克达拉市、昆玉市、胡杨河市、新星市、白杨市